# Melicope buennemeijeri
Melicope buennemeijeri är en vinruteväxtart som beskrevs av Thomas Gordon Hartley. Melicope buennemeijeri ingår i släktet Melicope och familjen vinruteväxter. Inga underarter finns listade i Catalogue of Life.